# دیک پاول
دیک پاول (انگلیسی: Dick Powell; ۱۴ نوامبر ۱۹۰۴ – ۲ ژانویه ۱۹۶۳) هنرپیشه، خواننده و کارگردان اهل ایالات متحده آمریکا بود.

## گزیده فیلمشناسی
از فیلم‌ها یا برنامه‌های تلویزیونی که وی در آن نقش داشته‌است می‌توان به آثار زیر اشاره کرد.
- نغمه‌های شهر بزرگ (فیلم ۱۹۳۲) (۱۹۳۲)
- خیابان ۴۲ (فیلم) (۱۹۳۳)
- جشن فوتلایت (۱۹۳۳)
- همایش در شهر (۱۹۳۳)
- پیاده‌روی لاس‌زنی (۱۹۳۴)
- جویندگان طلا در سال ۱۹۳۵ (۱۹۳۵)
- گوندولای برادوی (۱۹۳۵)
- رؤیای شب نیمه تابستان (فیلم ۱۹۳۵) (۱۹۳۵)
- هتل هالیوود (فیلم) (۱۹۳۷)
- کریسمس در ژوئیه (۱۹۴۰)
- الکی‌خوش (۱۹۴۳)
- هنگ خودسر (۱۹۴۸)
- هدف بلند (۱۹۵۱)
- بد و زیبا (۱۹۵۲)
- فاتح (فیلم ۱۹۵۶) (۱۹۵۶)
- شکارچیان (فیلم ۱۹۵۸) (۱۹۵۸)